# Phetsarath Rattanavongsa

Bùa may mắn in ảnh hoàng thân Phetsarath, người được nhiều người Lào tin là từng sở hữu những sức mạnh diệu kỳ, được bán rộng rãi tại Lào ngày nay

Vương thân Phetsarath Rattanavongsa (Somdej Chao Maha Oupahat Pethsarath Rattanavongsa  nghĩa là: Phó vương Phetsarath Rattanavongsa Điện hạ) (19 tháng 1, 1890 – 14 tháng 10 năm 1959) từng giữ chức Thủ tướng Lào từ 1942 đến 1945, là phó vương đầu tiên và cũng là cuối cùng của Vương quốc Lào.

## Tiểu sử

### Tuổi trẻ
Phetsarath sinh ngày 19 tháng 1 năm 1890 tại Luang Prabang, là con trai thứ hai của Oupahat Bounkhong và người vợ thứ hai, công chúa Thongsy. Một trong những người em của ông là Souvanna Phouma. Người vợ thứ 11 của Bounkong chính là mẹ của Souphanouvong. Lycee Chasseloup Laubat. Phetsarath đã theo học tại trường Lycee Chasseloup Laubat ở Sài Gòn rồi năm 1905 đến học tại Lycée Montaigne và École Nationale de la France d'Outre-Mer (trường thuộc địa) ở Paris. Ông trở lại Lào năm 1912, thành hôn với công chúa Nhin Kham Venne năm 1913 và bắt đầu làm phiên dịch viên cho cha mình.

## Phục vụ chính phủ: 1914-1941
Năm 1914, ông trở thành một viên chức của Văn phòng Thống sứ Pháp tại Viêng Chăn. Hai năm sau ông được cất nhắc làm trợ lý của Thống sứ Pháp. Năm 1919, ông nhận tước hiệu Somdeth Chao Ratsaphakhinay. Trước đó tước hiệu này do cha ông nắm giữ và nó là một trong những tước hiệu cao quý nhất của Lào. Cùng năm, ông được bổ nhiệm làm Giám đốc Các vấn đề Thuộc địa của Lào dưới sự điều hành của người Pháp.